# Iso Lumijärvi
Iso Lumijärvi är en sjö i Pajala kommun i Norrbotten och ingår i Torneälvens huvudavrinningsområde. Sjön har en area på 0,105 kvadratkilometer och ligger 266,8 meter över havet. Iso Lumijärvi ligger i Torne och Kalix älvsystem Natura 2000-område. Sjön avvattnas av vattendraget Aareajoki.

## Delavrinningsområde
Iso Lumijärvi ingår i det delavrinningsområde (750664-182053) som SMHI kallar för Ovan Sivakkajoki. Medelhöjden är 284 meter över havet och ytan är 64,84 kvadratkilometer. Det finns inga avrinningsområden uppströms utan avrinningsområdet är högsta punkten. Aareajoki som avvattnar avrinningsområdet har biflödesordning 4, vilket innebär att vattnet flödar genom totalt 4 vattendrag innan det når havet efter 248 kilometer. Avrinningsområdet består mestadels av skog (74 procent) och sankmarker (22 procent). Avrinningsområdet har 0,11 kvadratkilometer vattenytor vilket ger det en sjöprocent på 0,2 procent.